# Полидори, Джон
Джон Уильям Полидори (англ. John William Polidori; 7 сентября 1795, Лондон, Королевство Великобритания — 24 августа 1821, там же) — английский писатель и врач итальянского происхождения. Известен как автор первого художественного произведения о вампире, так и названного, — «Вампир» (1819).

## Биография
Джон Уильям Полидори родился в 1795 году в Лондоне. Был старшим сыном Гаэтано Полидори, итальянского политического эмигранта и учёного, и Анны Марии Пирс, английской гувернантки. У него было три брата и четыре сестры. Его сестра Фрэнсис Полидори была замужем за итальянским учёным Габриэлем Россетти. Таким образом, Джон приходился дядей Марии Франчески Россетти, Данте Габриэлю Россетти, Уильяму Майклу Россетти и Кристине Россетти, хотя они и родились после его смерти.
С 1804 года Полидори был одним из первых учеников в колледже Амплфорт, а в 1810 году поступил в Эдинбургский университет, где написал диссертацию по лунатизму и получил учёную степень доктора медицины 1 августа 1815 года в возрасте 19 лет.
В 1816 году доктор Полидори стал личным врачом лорда Байрона и сопровождал его в путешествии по Европе.
В том же году на вилле Диодати (Швейцария) Байрон и Полидори встретились с Мэри Годвин, её будущим мужем Перси Биши Шелли, а также их компаньонкой (сводной сестрой Мэри) Джейн Клэр Клэрмонт.
Однажды ночью в июне, после того, как компания читала вслух «Фантасмагорину, или Собрание историй о привидениях, духах, фантомах и проч.» (1812 г.), Байрон предложил, чтобы каждый из присутствующих написал «страшный» рассказ. Мэри Шелли создала первоначальный набросок своего знаменитого романа «Франкенштейн, или Современный Прометей» (1816—1817). Байрон написал фрагмент истории с главным героем по имени Август Дарвелл, но быстро отказался от этой задумки. Именно этот устный рассказ Байрона Полидори удержал в памяти, а затем на его основе создал небольшую повесть «Вампир» (1819) — это была первая история о вампиризме, опубликованная на английском языке.
В том же году Байрон уволил Полидори, и тот отправился путешествовать по Италии, а затем вернулся в Англию, где обосновался в Норвиче. Он открыл медицинскую практику, но не преуспел и решил заняться литературой. Его рассказ «Вампир», главным героем которого стал лорд Рутвен, была опубликована 1 апреля 1819 года в The New Monthly Magazine под авторством Байрона. Сам Байрон пришёл в негодование и отправил в издательство письмо с протестом, отрицая своё авторство. Полидори пришлось публично рассказать об обстоятельствах создания повести, получившей к тому времени шумный успех. В ответ Байрон выпустил в свет свою подлинную повесть «Фрагмент романа». Однако вышедшие вскоре во Франции и Германии переводы «Вампира» продолжали приписывать авторство этого произведения Байрону.
Полидори умер в Лондоне 24 августа 1821 года. Несмотря на официальное заключение о естественных причинах смерти, считается общепризнанным, что он покончил с собой, приняв яд.

## В культуре
Памятный «готический» вечер на вилле Диодати с участием Полидори неоднократно изображался на киноэкране:
- «Готика» (1986), режиссёра Кена Рассела,
- «Лето призраков» (1988), режиссёра Ивана Пассера,
- «Грести по ветру» (1988), режиссёра Гонсало Суареса.
- «Красавица для чудовища» (2017), режиссера Хаифа аль-Мансур.
- «Призраки виллы Диодати» (2020), 8 серия 12 сезона сериала «Доктор Кто».

События на вилле Диодати также являются основой сюжета романа Федерико Андахази «Милосердные» (исп. Las Piadosas), изданного в 1998 году.